# Deniss Pavlovs
Deniss Pavlovs (* 15. April 1983 in Riga, Lettische SSR) ist ein ehemaliger lettischer Tennisspieler.

## Karriere
Pavlovs spielte bis 2001 auf der ITF Junior Tour, wo er einmal im Hauptfeld eines Grand-Slam-Turniers stand: 
2001 in Paris schied er in der ersten Runde aus. In der Junior-Rangliste war er mit Platz 152 am höchsten notiert.
Bei den Profis dauerte es, bis er erfolgreicher wurde. 2005 gewann er seinen ersten Titel auf der drittklassigen ITF Future Tour im Doppel. Auf 31 Titel kam er in seiner gesamten Karriere im Doppel bei Futures, sein erfolgreichstes Jahr war dabei 2008, als er acht Titel gewann. Dem gegenüber stehen vier Futuretitel im Einzel, die er zwischen 2007 und 2010 verbuchte.
2007 kam er im Einzel das erste Mal in die Top 500 der Tennisweltrangliste. Das erste Mal konnte er mit Joseph Sirianni einen Spieler bei einem Turnier der höherdotierten ATP Challenger Tour besiegen. In Samarqand stand er das einzige Mal im Viertelfinale eines Challengers. 2008 schaffte er es weiter vor bis auf Platz 350, ehe er 2009 sein Karrierehoch von Rang 263 erreichte. Danach verlor er rapide an Boden und flog aus den Top 500.
Im Doppel konnte er bessere Ergebnisse erzielen. Schon 2006 beim Challenger in Helsinki erreichte er mit seinem Landsmann Ernests Gulbis das Finale. Ein Jahr später in Sarajevo gewann er mit selbigem Partner seinen ersten Challengertitel. Nach etlichen Halbfinals und den Finaleinzügen in Qarshi 2009 und Tampere 2010 folgte in Samarqand sein zweiter und letzter Challengertitel. Etwas später im Jahr folgte in Saint-Rémy-de-Provence nochmal ein Finaleinzug. Mitte 2009 hatte er mit Platz 155 seine beste Platzierung im Doppel erreicht. Bis 2012 spielte er noch recht erfolgreich im Doppel weiter und hielt sich bis Ende seiner Karriere 2012 in den Top 300.
Ab 2001 spielte Pavlovs für die lettische Davis-Cup-Mannschaft, für die er in 23 Begegnungen 17 seiner 32 Matches gewinnen konnte. Er wurde für seine Leistungen mit dem Davis Cup Commitment Award ausgezeichnet.

## Erfolge
| Legende (Anzahl der Siege)  |
| Grand Slam                  |
| ATP World Tour Finals       |
| ATP World Tour Masters 1000 |
| ATP World Tour 500          |
| ATP World Tour 250          |
| ATP Challenger Tour (2)     |

### Doppel

#### Turniersiege
| Nr. | Datum           | Turnier   | Belag     | Partner        | Finalgegner                 | Ergebnis |
| --- | --------------- | --------- | --------- | -------------- | --------------------------- | -------- |
| 1.  | 18. März 2007   | Sarajevo  | Hartplatz | Ernests Gulbis | Jan Mertl Lukáš Rosol       | 6:4, 6:3 |
| 2.  | 15. August 2010 | Samarqand | Sand      | Andis Juška    | Lee Hsin-han Yang Tsung-hua | 7:5, 6:3 |